# 奥卡诺根 (华盛顿州)
奥卡诺根，是美国华盛顿州奥卡诺根县下属的一座城市。根据 2000年美国人口普查，该市有人口2,484人。根据2010年美国人口普查，该市有人口2,552人。而2011年估计该市有2,568人。